# Wilhelm Hasenclever

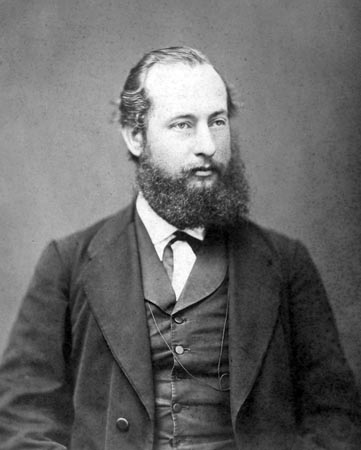
Wilhelm Hasenclever (1884)

Wilhelm Hasenclever (geboren am 19. April 1837 in Arnsberg, Provinz Westfalen; gestorben am 3. Juli 1889 in Schöneberg bei Berlin) war ein deutscher Lohgerber, Journalist und Schriftsteller. Bekannt wurde er als sozialdemokratischer Politiker. 
Für den Allgemeinen Deutschen Arbeiterverein (ADAV) war er 1869/70 Abgeordneter im Reichstag des Norddeutschen Bundes. Ab 1871 war er letzter Präsident des ADAV, bevor dieser sich 1875 mit der SDAP zur Sozialistischen Arbeiterpartei Deutschlands (SAP) vereinigte. Von 1874 bis 1888 war er erneut Mandatsträger der Sozialdemokratie, nunmehr im Reichstag des 1871 als kleindeutscher Nationalstaat proklamierten Kaiserreichs: zunächst noch für den ADAV, dann für die SAP. Auch dort gehörte Hasenclever dem Parteivorstand an. Zudem begründete er 1876 mit Wilhelm Liebknecht das Zentralorgan der späteren SPD, die Parteizeitung Vorwärts.

## Leben
Die Mutter Helene geb. von Dahl war eine Bauerntochter aus dem Kreis Altena. Der Vater Johann Christoph stammte aus Halver im selben Kreis, war ursprünglich Hammerschmied und gründete in Arnsberg eine Lohgerberei. Die Familie war evangelisch und gehörte damit in der überwiegend katholisch geprägten Stadt Arnsberg zu einer konfessionellen Minderheit. Nimmt man das Steueraufkommen des Vaters im Jahr 1834 zum Maßstab, lässt sich die Familie der gehobenen Mittelschicht der Stadt zuordnen. Die fünf Töchter machten allesamt eine „gute Partie“ und die Söhne erhielten eine gute Ausbildung. Nach dem Besuch des Gymnasiums bis zur „Obersekunda“ (heute: Mittlere Reife) wurde Hasenclever im elterlichen Betrieb zum Lohgerber ausgebildet. Während der Reaktionsära in Preußen absolvierte er 1857/58 einen einjährigen Militärdienst. Dort lernte er das militärische Leben verabscheuen. Er erlebte, wie trotz Verbots weiter geprügelt wurde. Das Landwehrleutnantsexamen hat er bewusst boykottiert. 1859 folgte eine weitere Phase bei der preußischen Armee in Düsseldorf und Köln.
Dazwischen und danach ging Hasenclever – wie viele Handwerker damals – als Gelegenheitsarbeiter für mehrere Jahre auf Wanderschaft, die Walz. Sie führte ihn in die meisten Staaten des Deutschen Bundes, die Schweiz, nach Oberitalien und Südfrankreich. Was er während dieser Zeit erlebte und auch über die Nöte der abhängig beschäftigten Arbeiterklasse mitbekam, prägte seine spätere politische Einstellung.

### Erste journalistische Erfahrungen und politisches Engagement
Über sein Engagement in Turnverbänden entdeckte Hasenclever seine Leidenschaft für das Schreiben und das Halten von Reden. 1862/63 wurde er in Hagen Redakteur der demokratisch orientierten Westfälischen Volkszeitung. Durch seine journalistische Arbeit wurde er auf Schriften des genossenschaftlich orientierten Sozialisten Ferdinand Lassalle aufmerksam, besonders auf dessen Arbeiterprogramm. Dieses wurde zur Grundlage der ersten sozialdemokratisch orientierten Partei Deutschlands mit Untergruppen in den meisten Staaten des Deutschen Bundes: dem Allgemeinen Deutschen Arbeiterverein (ADAV), gegründet am 23. Mai 1863 in Leipzig auf Initiative Lassalles. Die unterschiedliche Beurteilung der sozialen Frage führte zu Spannungen mit dem Herausgeber der westfälischen Volkszeitung. Er verließ die Redaktion 1864. Hasenclever hat den Kontakt mit dem Blatt aber erst 1866 völlig gelöst, weil er wahrscheinlich selbst Geld in das Unternehmen investiert hatte. Nach seinem Redaktionsaustritt schrieb er für ein demokratisches Exilblatt in London.
Im Jahr 1864 ließ er sich von der nationalen Begeisterung in der Schleswig-Holstein-Frage mitreißen. Auf einer ADAV-Versammlung in Hagen sprach er sich für eine aggressive Resolution aus. Während des Deutsch-Dänischen Krieges zog man Hasenclever im Sommer 1864 für kurze Zeit erneut in die Preußische Armee ein. Dabei bestand für ihn kein Zweifel daran, dass der Krieg gerechtfertigt sei. Kaum entlassen, wurde er aufgrund eines Artikels in der Rheinischen Zeitung wegen Ehrfurchtsverletzung gegenüber Sr. Majestät (Majestätsbeleidigung), Preußens König Wilhelm I., zu sechs Wochen Gefängnis verurteilt, jedoch in der Berufungsinstanz wieder freigesprochen.
Nach dieser ersten Erfahrung als Angeklagter der preußischen Justiz trat er im selben Jahr in den ADAV ein – nur wenige Monate nach dem Duelltod Ferdinand Lassalles. Er ließ sich zeitweise in Mülheim an der Ruhr nieder und wurde rasch eine der Führungsfiguren in den ADAV-Strukturen im Kreis Duisburg.
Durch den Tod des charismatischen Lassalle geriet die Partei in die Krise, weil dessen Nachfolger Bernhard Becker nicht dessen Autorität hatte. In Westfalen war die Situation deutlich besser. Dort betrieb Carl Wilhelm Tölcke, dessen persönlicher Freund Hasenclever war, eine erfolgreiche Agitation. Tölcke trat auch als Förderer von Hasenclever auf. Dieser veröffentlichte eine Schrift mit dem Titel „Die Beeinflussung des Arbeiterstandes durch die gegenwärtige Presse.“ Er empfahl sich damit für die Pressearbeit in der Partei.

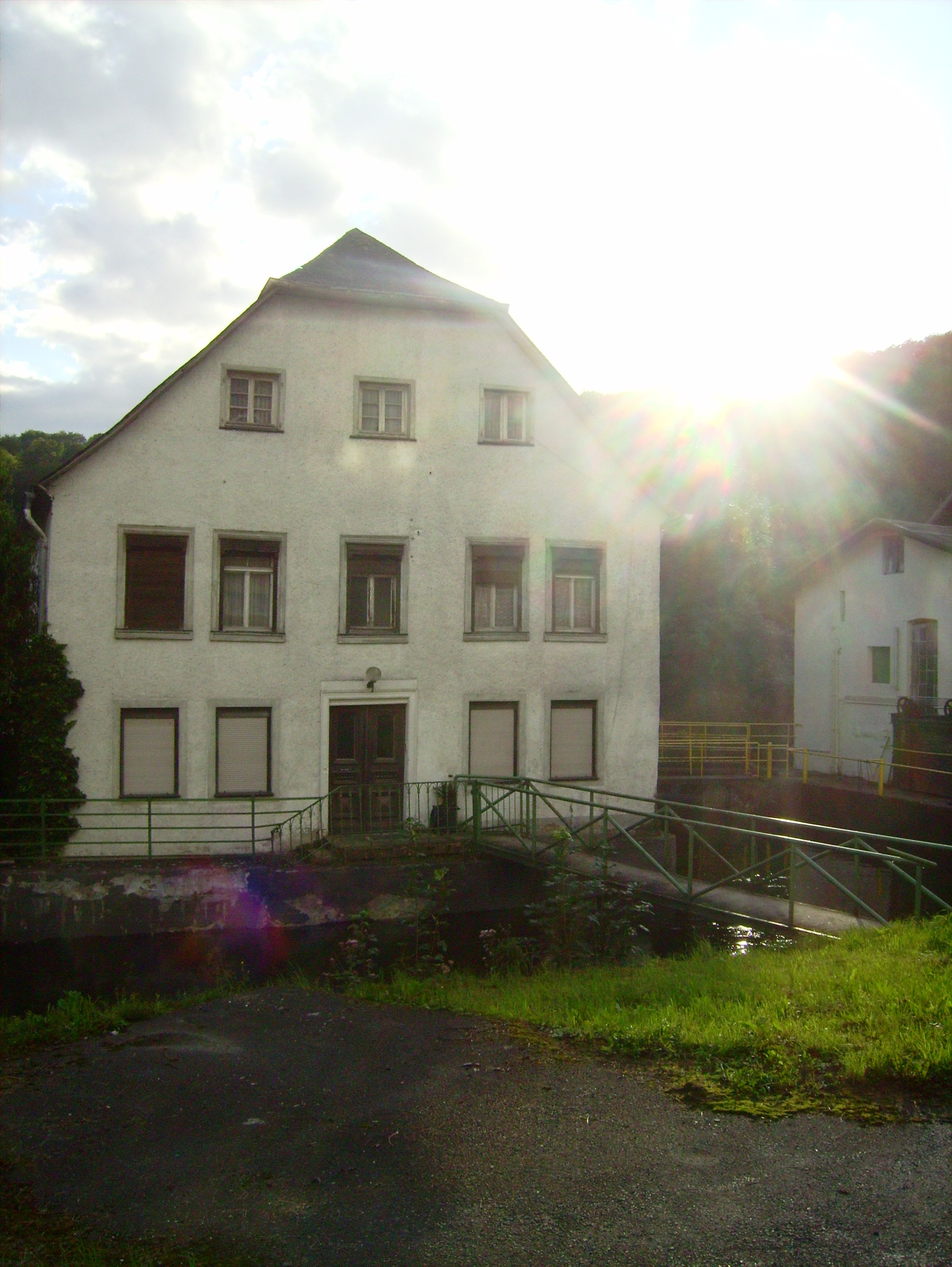
Das Hasencleverhaus in Arnsberg wurde von seinem Vater als Lohmühle an Stelle einer Perlmühle errichtet

Die Parteien (1865)

Junkertum

Wie die Ahnen also wollen

Stützen wir den Königsthron;

Und wie Jenen, unser sollen

Alle Früchte sein der Lohn.

Ohne Pflichten alle Rechte,

Und die Andern uns’re Knechte.

Liberale Bourgeoisie

Mit dem Adel gleiche Rechte

Die gebühren uns fürwahr;

Doch die Niedern bleiben Knechte,

Denn sonst drohet uns Gefahr!

Hoch Verfassung! Hoch die Krone!

Und der Geldsack auf dem Throne.

Demokratische Bourgeoisie

Nieder sollen Thron und Krone,

Niedersinken in den Staub;

Und es fallen die Barone

Wie vom Baum das welke Laub;

Wir allein – wir woll’n regieren

Und das ganze Volk – anführen.

Sozial-Demokratie

Gleiche Pflichten, gleiche Rechte,

Alle Menschen seien gleich;

Keine Herren, keine Knechte

Geb’es und nicht arm und reich.

Doch die Arbeit auf dem Throne

Ihr gebührt die Ehrenkron

### Parteikarriere im ADAV, Konkurrenz zur SDAP
Nach der Wahl von Tölcke zum Verbandspräsidenten wurde Hasenclever Mitglied des Parteivorstandes. Diesem gehörte er in den folgenden Jahren fast ununterbrochen an. Auf Druck der Gräfin Hatzfeldt und ihrer Anhänger hat Tölcke die Ämter des Präsidenten und die des Verbandssekretärs 1866 getrennt. Sekretär des ADAV wurde daraufhin Hasenclever. Nach dem Scheitern Tölckes verlor er den Posten wieder, blieb aber Vorstandsmitglied. Aus der ersten politischen Reihe schied er zunächst aus. Stattdessen führte er als Geschäftsführer von 1866 bis 1869 die Lohgerberei seiner Schwester in Halver. Daneben schrieb er ab 1865 regelmäßig für das Parteiblatt Der Social-Demokrat. Aus eigener Anschauung kannte er die schwierige Lage der Handwerker und sprach sich daher aus Überzeugung für Produktivassoziationen aus.

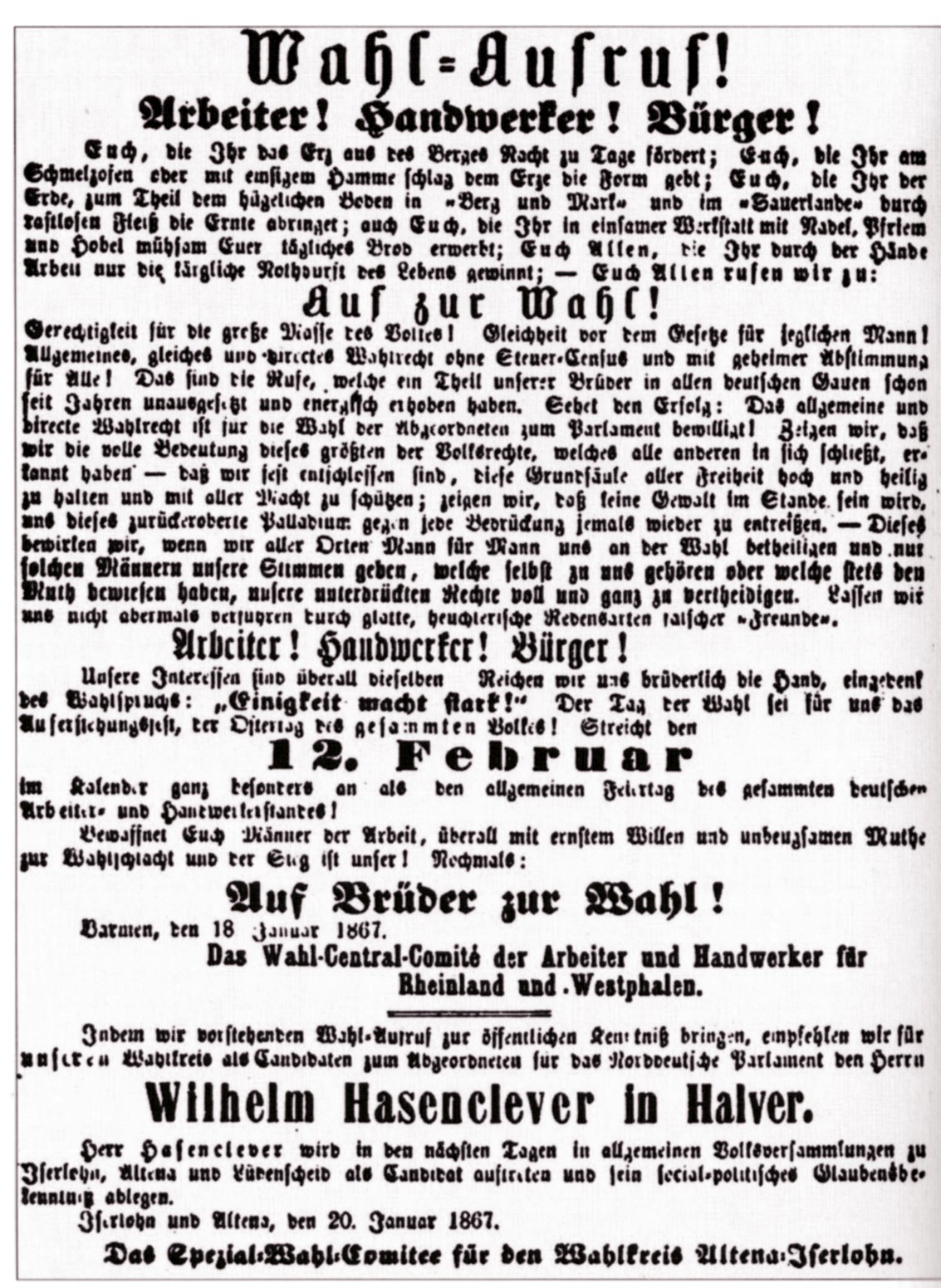
Wahlaufruf zu Gunsten von Wilhelm Hasenclever aus Halver (1867)

Hasenclever musste 1866 erneut Militärdienst leisten. Vergeblich hatte er 1867 für Altena und dann für Essen für den norddeutschen Reichstag kandidiert. In Essen gelangte er zumindest in die Stichwahl, die er trotz der tatkräftigen Unterstützung seines Gegenkandidaten durch die Behörden nur knapp verlor. 1869 kam Hasenclever dann für den Wahlkreis Duisburg in einer Nachwahl als Abgeordneter des ADAV in den Reichstag des Norddeutschen Bundes. Weil er anders als der Parteivorsitzende Johann Baptist von Schweitzer ein weniger ablehnendes Verhältnis zum konkurrierenden Vereinstag Deutscher Arbeitervereine (VDAV) hatte, hatten August Bebel und Wilhelm Liebknecht ihm für den Wahlkampf ein paar Taler gespendet. In seinem Dankesschreiben gab Hasenclever seiner Hoffnung Ausdruck, dass die Spaltung der Arbeiterbewegung bald überwunden werden könnte. Die bürgerliche Presse in Duisburg urteilte: „So hat also unser Kreis (…) die zweifelhafte Ehre (…) von einem Sozialdemokraten des allergewöhnlichsten Schlages vertreten zu werden.“
Nach der Wahl verlegte er seinen Wohnsitz nach Berlin. Seine Parteigenossen Friedrich Wilhelm Fritzsche und der preußenfreundliche, antimarxistische Johann Baptist von Schweitzer, der im selben Jahr Präsident des ADAV geworden war, zogen mit ihm in den Reichstag ein. Obwohl die Abgeordneten konstruktiv parlamentarisch mitarbeiteten und versuchten, mit entsprechenden Anträgen die Lage der Arbeiter zu verbessern, konnten sie sich damit kaum durchsetzen.
Im Reichstag war auch die Sozialdemokratische Arbeiterpartei (SDAP) mit Wilhelm Liebknecht und August Bebel vertreten. Diese am revolutionären Marxismus ausgerichtete Partei war 1869 in Eisenach aus dem deutlich dominierenden linken Flügel der Sächsischen Volkspartei gegründet worden. Im Gegensatz zum ADAV vertrat sie eine strikt antipreußische Haltung und strebte eine großdeutsche Reichseinigung – unter Einbeziehung Österreichs – mit föderalistischer Struktur an. Dabei ging es der SDAP auch darum, die Hegemonie des von ihr als reaktionär und militaristisch betrachteten Preußens einzudämmen. Damit widersprach sie nicht nur den Zielen des konservativen preußischen Ministerpräsidenten und Kanzlers des Norddeutschen Bundes, Otto von Bismarck, sondern auch von Schweitzer, dem umstrittenen Vorsitzenden des ADAV, der dem Kanzler in der nationalen Frage näher stand als der eher internationalistisch orientierten sozialdemokratischen Konkurrenzpartei SDAP.
Obwohl von Schweitzer durch einen innerparteilichen Putsch 1869 diktatorische Vollmachten im ADAV erlangt hatte, blieb Hasenclever der Partei treu und trat anders als viele andere nicht zur SDAP über. Wie auch Tölcke hat auch Hasenclever dem Kampf gegen die konkurrierende SDAP mitgetragen. Nach dem Übertritt des bisherigen Parteikassierers Wilhelm Bracke zur Konkurrenzpartei wurde Hasenclever dessen Nachfolger. Er wurde 1870 Mitherausgeber des Parteiblattes Der Social-Demokrat. Scharfe Angriffe richteten sich gegen die SDAP aber auch gegen bürgerliche Demokraten. Hasenclever hatte noch 1865 Johann Jacoby anlässlich von dessen 60. Geburtstag als „größten preußischen und deutschen Patrioten“ und „Freiheitskämpfer“ gefeiert. Im Jahr 1870 kritisierte er Jacoby dann heftig. Er war aber kein grundsätzlicher Gegner der bürgerlichen Demokraten und sah in ihnen, anders als es von anderen Politikern des ADAV wiederholt wurde, nicht einfach eine „reaktionäre Masse.“ So nahm er mit 4000 Parteimitgliedern unter Vorantragen einer roten Fahne 1870 an der Beerdigung von Benedikt Waldeck teil.
Zu Beginn des Deutsch-Französischen Krieges hatte er den Kriegskrediten zugestimmt, da er von einem Verteidigungskrieg ausging. Als der Krieg jedoch nach der Schlacht von Sedan mit dem Ziel einer Annexion von Elsass und Lothringen weiterging, lehnte er im Reichstag weitere Kredite ab. Diese Position rief in seinem Wahlkreis einen Sturm der nationalen Entrüstung hervor. Über 10.000 Protestunterschriften wurden an Wilhelm I. gesandt. In der Protestnote wurde Hasenclever eine landesverräterische Haltung unterstellt. Die Ablehnung der Kriegskredite durch Hasenclever und anderen Sozialdemokraten war eine Ursache für den immer wieder erhobenen Vorwurf der „vaterlandslosen Gesellen.“ War Hasenclever bislang betont national, vollzog er ab Mitte der 1870er Jahre eine Hinwendung zum Internationalismus und sprach sich für eine Verbrüderung der deutschen mit den französischen Arbeitern aus.
Das Vaterland ist in Gefahr (1876)

Das Vaterland ist in Gefahr!

Und wieder tönt’ der laute Schrei:

Doch schon nach wen’gen Wochen war

Die große Kriegsgefahr vorbei.

Der deutsche Michel aber schlug

Den Nachbarsjungen blau und braun,

Und immer was’s noch nicht genug –

Es tos’te fort des Krieges Grau’n.

Elsaß und Lothringen gar

Und fünf Milliarden sind der Lohn –

Der Staatsmann und der General

Erhielten reichlich Dotation.
Nach dem Ende seines ersten Reichstagsmandats nahm Hasenclever selbst am Deutsch-Französischen Krieg von 1870/71 teil. Dieser führte nach dem Sieg des von Preußen angeführten norddeutschen Bundes über Frankreich und dem Bundesbeitritt der süddeutschen Staaten Baden, Württemberg und Bayern zur Ausrufung des Deutschen Reichs mit dem preußischen König als Kaiser Wilhelm I. an dessen Spitze. Damit hatte sich die Kleindeutsche Lösung durchgesetzt. Bismarck übernahm als Reichskanzler die Führung der vom Monarchen bestimmten Regierung.

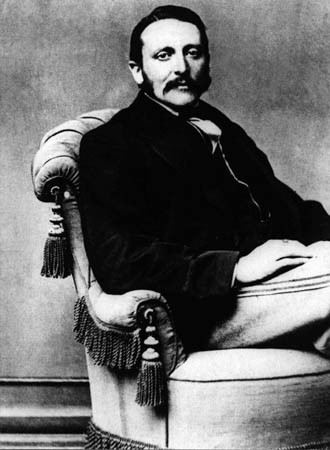
Johann Baptist von Schweitzer (1833–1875)

### Parteivorsitzender des ADAV
Kurz darauf wurden bis dahin verdeckte Verbindungen und Absprachen zwischen der Reichsregierung und von Schweitzer, der im ADAV als autoritär bis diktatorisch auftretender Anführer galt, bekannt. Innerparteilich wuchs die Kritik und man warf ihm Caesarismus vor. Daraufhin trat dieser vom Parteivorsitz zurück und beendete seine parteipolitische Arbeit. Hasenclever unterstützte von Schweitzer bis zum Schluss und war im Juni 1870 erneut zum Parteisekretär berufen worden. Er löste damit den innerparteilich umstrittenen Tölcke ab. Schweitzer hatte gehofft, mit der Ernennung von Hasenclevers Beliebtheit in der Partei zu profitieren. Diese Popularität hing damit zusammen, dass man Hasenclever keine diktatorischen Neigungen zutraute. Aus diesem Grund wurde Hasenclever noch 1871 als Nachfolger Schweitzers zum Präsidenten des ADAV gewählt.
Die ersten Jahre seiner Präsidentschaft waren von Flügelkämpfen geprägt. Insbesondere die Parteimitglieder aus Berlin warfen ihm vor, zu stark auf Tölcke zu hören. Man warf ihm noch 1874 teilweise Führungsschwäche vor. Allerdings waren seine Leistungen beachtlich und er trug maßgeblich zum Wiederaufschwung der Partei bei. Dabei legte er großen Wert auf die Agitation. Die beiden ADAV-Parteizeitungen – Der Social-Demokrat und Der Agitator, die von Schweitzer bis zu seinem Rücktritt beherrscht hatte – wurden nun zu einem Parteiorgan, dem Blatt Der Neue Sozial-Demokrat, zusammengefasst. Dessen Chefredakteure waren Hasenclever und sein parteiinterner Gönner, Wilhelm Hasselmann. Zudem war Hasenclever Redakteur der Zeitschrift Sozial-politische Blätter und ab 1873 Herausgeber der Sonderedition Sozialpolitische Blätter zur Unterhaltung und Belehrung der deutschen Arbeiter. Wichtig war ihm auch die persönliche Agitation vor Ort. So unternahm er 1872 eine Agitationsreise zu Fuß durch das Bergische Land. Er legte großen Wert auf die Schaffung eines Gemeinschaftsgefühls über die politischen Inhalte hinaus. Die Partei sollte zu einer großen Familie werden. Veranstaltungen schlossen daher auch Frauen und Kinder ein. Ein wichtiger Bestandteil für die Schaffung eines Gemeinschaftsgefühls waren Kampf- und Agitationslieder. Er selbst hat einige von ihnen verfasst. In diesen Zusammenhang gehört auch die Förderung der Verehrung des Parteigründers Lassalle. Die auf Emotionalität zielende Agitation hatte Erfolg. Die Partei war deutlich stärker als die SDAP, die auf rationale Vermittlung ihrer Ziele und nicht auf Emotionalität setzte. Entsprechend kritisch wurde die Agitation Hasenclevers von dieser Seite auch kommentiert.
Der ADAV wuchs unter seiner Präsidentschaft von 5.300 Mitgliedern im Jahr 1871 auf mehr als 19.000 Parteiangehörige bis zum Jahreswechsel 1873/74 an. Der Neue Sozial-Demokrat hatte bis dahin über 11.000 Abonnenten.
Nach vier Jahren Unterbrechung wurde Hasenclever bei der Reichstagswahl 1874 für den Wahlkreis Altona-Stormarn erneut in den Reichstag des nunmehr Deutschen Kaiserreichs gewählt. Bei der Reichstagswahl 1877 wurde er im Wahlkreis Berlin 6 (Wedding, Gesundbrunnen, Moabit, Oranienburger Vorstadt, Rosenthaler Vorstadt) gewählt, 1879 in einer Nachwahl im Wahlkreis Breslau-Ost (da der Abgeordnete dieses Wahlkreises, der Abgeordnete Reinders, im Mai 1879 verstorben war) und bei der Reichstagswahl 1881 im schlesischen Wahlkreis Breslau-Ost. Bei der Reichstagswahl 1884 gewann er sowohl im Wahlkreis Berlin 6 als auch Breslau-Ost und nahm das letztere Mandat an. 1887 war er wieder im Wahlkreis Berlin 6 erfolgreich. Er war nach der Vereinigung mit der SDAP zeitweise Fraktionsvorsitzender. Insgesamt hielt er im Parlament an die 50 Reden. Ein Schwerpunkt seiner Debattenbeiträge war die Arbeiterfrage. Aber auch Militarismus und später die Sozialistengesetze waren immer wieder Thema. Auffällig war sein Patriotismus, seine wenig internationalistische Sozialismusvorstellung und seine Neigung zum Staatssozialismus. Friedrich Engels hat ihn für diesen Positionen heftig kritisiert.
Vor dem Hintergrund des Gründerkrachs nahmen die Bestrebungen auch der Regierungen zu, gegen die Sozialdemokratie vorzugehen. Bismarck versuchte in der Folgezeit, SDAP und ADAV, die er beide als „Reichsfeinde“ betrachtete, gegeneinander auszuspielen. Ihre Rivalität erleichterte es der Regierung, mit polizeilichen Anordnungen und anderen rigorosen Methoden – zum Beispiel Razzien oder Hausdurchsuchungen – reichsweit gegen Arbeitervereine vorzugehen. Aufgrund seiner publizistischen Arbeit wurde Hasenclever 1874 mehrfach zu Strafen bis hin zu Gefängnishaft zwischen einem und drei Monaten verurteilt, zum Beispiel wegen „öffentlicher Aufforderung zu strafbaren Handlungen“, „Beleidigung“ oder „Beteiligung an einem geschlossenen Verein“. Am 10. Juli 1874 wurde der ADAV in Berlin und Preußen von den Behörden für aufgelöst erklärt. Hasenclever verlegte den Parteisitz nach Bremen.

### Fusion des ADAV mit der SDAP zur SAP

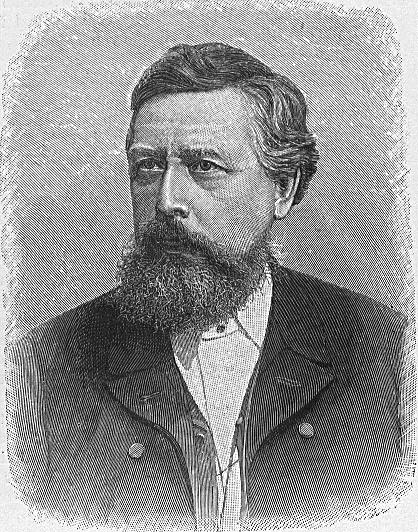
Wilhelm Liebknecht (1826–1900)

Vor diesem Hintergrund begann Hasenclever die Partei auch politisch neu zu orientieren. Dies führte, auch unter dem Einfluss der zunehmend restriktiven Politik Bismarcks, mittelfristig zu einer Annäherung an die SDAP. Hasenclever selbst hatte sich noch auf der Generalversammlung 1874 gegen einen Zusammenschluss ausgesprochen. Es war insbesondere Tölcke, der Hasenclever von der Notwendigkeit überzeugte, den Bruderkampf zu beenden. Dieser übernahm auch die ersten Verhandlungen mit der SDAP, weil Hasenclever im Gefängnis saß. Als er wieder in Freiheit war, übernahm er die Gespräche selbst.
Schließlich schlossen sich beide Parteien am 5. Mai 1875 auf dem gemeinsamen Parteitag in Gotha zur Sozialistischen Arbeiterpartei Deutschlands (SAP) zusammen. Hasenclever und Wilhelm Liebknecht hatten sich als führende Köpfe des ADAV und der SDAP auf einen Kompromiss geeinigt, der sich im Gothaer Programm der SAP inhaltlich niederschlug. Darin wurden die revolutionären Ziele der vormaligen SDAP relativiert, indem der legale Rahmen zur Durchsetzung der Parteiziele festgeschrieben wurde.

„[…] erstrebt die sozialistische Arbeiterpartei Deutschlands mit allen gesetzlichen Mitteln den freien Staat und die sozialistische Gesellschaft.“

Zudem sollten diese Ziele vorrangig auf nationaler Ebene erreicht werden, was den internationalistischen Aspekt sozialdemokratischer Politik abschwächte. Der Programmpunkt der „Befreiung der Arbeit“ forderte stärker als das bisherige SDAP-Programm die Unterstützung von genossenschaftlichen Organisationsformen in der Wirtschaft.
Obwohl damit die von Liebknecht vertretenen marxistischen Inhalte nicht gänzlich fallen gelassen wurden, kritisierte Karl Marx in seiner Kritik des Gothaer Programms von seinem Londoner Exil aus unter anderem die Zugeständnisse an die Reformorientierung des vormaligen ADAV. Hasenclever selbst sah es als Kompromissprogramm: „… indem jede der vertretenen Parteien ihr Programm soviel als thunlich modificierte.“

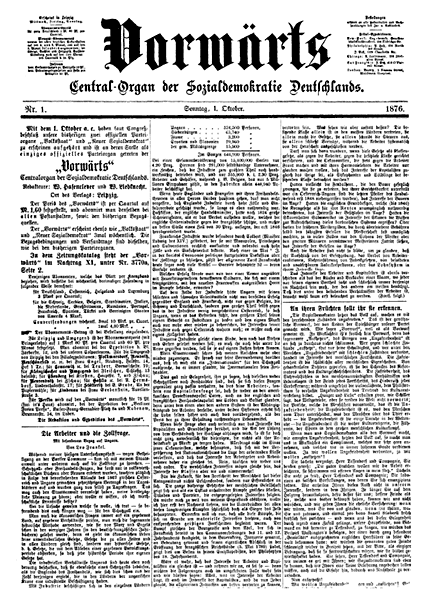
Titelblatt der Erstausgabe des Vorwärts vom 1. Oktober 1876

Hasenclever war 1875/76 mit Wilhelm Hartmann Vorsitzender der neuen SAP. Als Sitz der neuen Partei wurde Hamburg bestimmt. Dorthin verlegte Hasenclever auch seinen Wohnsitz. Er heiratete 1875 Klara George. Aus der Ehe gingen zwei Söhne und eine Tochter hervor. Die eigentliche Parteiarbeit gab er bald zu Gunsten der Parteipresse auf. Er gründete zusammen mit Carl Hillmann und Wilhelm Blos das Hamburg-Altonaer Volksblatt. 1876 begründete er in Leipzig zusammen mit Liebknecht, mit dem er auch die Chefredaktion teilte, das neue Zentralorgan der deutschen Sozialdemokratie, den Vorwärts. Am 1. Oktober 1876 erschien dessen erste Ausgabe. Bis heute ist er die Parteizeitung der 1890 aus der SAP hervorgegangenen SPD geblieben. Zusätzlich gab er noch in Leipzig ein satirisch-humoristisches Arbeiterblatt heraus. Er gewann 1877 einen Berliner Wahlkreis. den er schon ein Jahr später wieder verlor. In einer Nachwahl wurde er 1879 erneut in einem Berliner Wahlkreis gewählt.

### Reichstagsarbeit unter den Sozialistengesetzen
Angesichts der ständigen Stimmenzuwächse für die Sozialdemokratie versuchte Bismarck grundlegender und gesetzlich wirksamer gegen die Partei und ihre Unterverbände vorzugehen. Den Vorwand dazu gaben ihm zwei kurz hintereinander durchgeführte, wenn auch erfolglose Attentate auf Kaiser Wilhelm I. im Mai/Juni 1878. Wider besseres Wissen beschuldigte er die SAP, diese Attentate in Auftrag gegeben zu haben.
Nach einem Mehrheitsbeschluss der konservativen und nationalliberalen Reichstagsabgeordneten legte Bismarck dem Kaiser das bis heute als Sozialistengesetz bekannte Gesetz gegen die gemeingefährlichen Bestrebungen der Sozialdemokratie zur Unterschrift vor. Darin wurden die Aktivitäten, Versammlungen und Veröffentlichungen der SAP außerhalb des Reichstags und der Landtage verboten. Es trat am 22. Oktober 1878 in Kraft und sollte erst 1890 – ein Jahr nach Hasenclevers Tod und kurz nach der Entlassung Bismarcks als Reichskanzler durch den 1888 inthronisierten Kaiser Wilhelm II. – wieder aufgehoben werden.

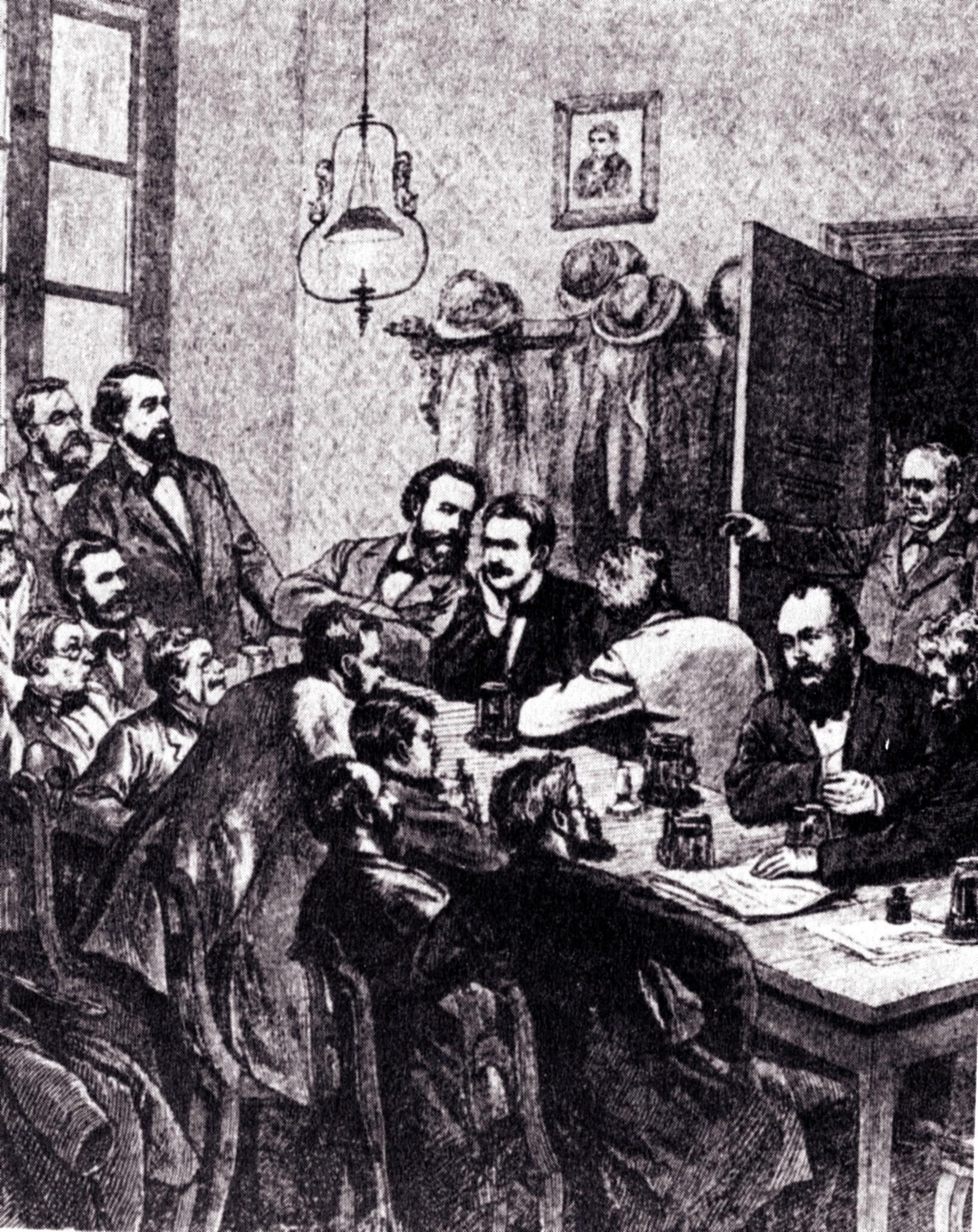
Auflösung einer sozialdemokratischen Versammlung. Hasenclever am Tisch sitzend (2. von Rechts). Wilhelm Liebknecht stehend vor dem Fenster. August Bebel vor Liebknecht sitzend.

Auch der Vorwärts war in dieser Zeit verboten. Für Hasenclever war das Verbot der Zeitung existentiell, weil er von dem Gehalt, dass ihm die Zeitung zahlte, seinen Lebensunterhalt bestritt. Er versuchte in der Folge neue Zeitungsprojekte zu etablieren. Die Satirezeitschrift „Das Lämplein“ wurde bald verboten. Die Zusammenarbeit mit der liberalen Leipziger Volksstimme scheiterte. Auch die 1879 gegründete Zeitung Der Reichsbürger konnte sich nur bis 1881 behaupten, ehe auch dieses Blatt verboten wurde. Der Sozialdemokrat war eine der wenigen Parteizeitungen, die illegal im Reich verbreitet wurden. Er wurde seit 1880 in Zürich gedruckt, ab 1887 in London.
Viele Sozialdemokraten sahen sich zur Auswanderung ins Ausland gezwungen, andere wurden wegen Verstößen gegen das Sozialistengesetz inhaftiert oder als „Agitatoren“ aus ihren Wohnorten ausgewiesen. Dies geschah vermehrt, nachdem die Regierung den so genannten Kleinen Belagerungszustand über mehrere Hochburgen der Sozialdemokratie verhängt hatte. Hasenclever, Liebknecht, Bebel und weitere Parteigenossen behielten jedoch ihre Mandate im Reichstag und opponierten weiter gegen die Politik Bismarcks und der ihn tragenden Parteien. Sie durften allerdings außerhalb des Parlaments nicht öffentlich als Vertreter der Sozialdemokratie im Reichsgebiet auftreten. Dennoch taten sie ihr Möglichstes, den Zusammenhalt der Parteimitglieder zu erhalten. Hasenclever, Bebel und Liebknecht waren die führenden Köpfe des sogenannten „Unterstützungskomitees“ mit Sitz in Leipzig. Das Reichstagsmandat konnte er 1881 verteidigen. Seine große Popularität zeigt sich daran, dass er in diesem Jahr in 17 Wahlkreisen aufgestellt wurde. Besonders unter den Berliner Sozialdemokraten hatte er viele Anhänger. Als 1881 eine von ihm angekündigte Versammlung polizeilich verboten und der Versammlungssaal geschlossen wurde, marschierten tausende Arbeiter einzeln durch ein Lokal, in dem sich Hasenclever aufhielt, und riefen „Wilhelm, wir bleiben treu.“ Ähnliche Vorfälle ereigneten sich immer wieder. Die Versammlungen wurden aufgelöst, wenn Hasenclever begann, die Politik der Regierung zu kritisieren. Nach der Auflösung solcher Versammlungen brachen die Arbeiter Hochrufe auf Hasenclever aus und sangen die Arbeiter-Marseillaise.
Trotz dieser Repression wurden sie bei den nachfolgenden Reichstagswahlen, bei denen die SAP erneut Stimmen hinzugewann, bestätigt. Entgegen Bismarcks Absichten bewirkte das Sozialistengesetz trotz seiner unterdrückenden Wirkung einen enormen Solidarisierungsschub in der Arbeiterschaft, durch den die Arbeiterbewegung noch mehr politisiert wurde und im Effekt enger an die Partei heranrückte.
Zwischen 1881 und 1890 wuchs der Stimmenanteil für die Kandidaten der SAP im Reichstag von knapp 312.000 Wählern im Jahr 1881 auf mehr als 1,4 Millionen bis 1890, also um über 450 %. Damit wurde die SAP zur wählerstärksten Partei des Deutschen Reiches. Diesen Trend konnte auch die damals als fortschrittlich geltende Sozialgesetzgebung des Reichskanzlers, die die Grundlage für die Sozialversicherungen schuf, nicht aufhalten.
Hasenclever hat dies klar erkannt. In der Reichstagsdebatte zum Verhängung des Belagerungszustandes sprach auch Hasenclever. In seiner Rede äußerte er, dass der Staat zwar die Organisation zerschlagen habe, aber dadurch würde er ungewollt zur Solidarität innerhalb der Sozialdemokratie beitragen. Im Zusammenhang mit den Bismarckschen Sozialversicherungsgesetzen sprach er von einer Politik von „Zuckerbrot und Peitsche.“ Beide Bemerkungen werden heute in ähnlicher Weise von der Geschichtswissenschaft geteilt.
Wie viele Sozialisten war Hasenclever während der Sozialistengesetze unabhängig von seiner Parteizugehörigkeit in der Gewerkschaftsbewegung aktiv. Nach 1878 gründete er etwa den Berliner Arbeiterbund mit.
Trotz seines Reichstagsmandats musste er infolge des Kleinen Belagerungszustands mehrfach seinen Wohnort in Deutschland wechseln, da er von den Behörden 1881 aus Leipzig, 1884 aus Berlin ausgewiesen wurde. So lebte er zeitweise als freier Schriftsteller in Wurzen, Halle und Dessau. Da er seine Abgeordnetenarbeit kaum selbst finanzieren konnte, war er auf die materielle Unterstützung seiner Frau Clara angewiesen. Diese eröffnete unter der Firmenbezeichnung Wilhelm Hasenclever in Berlin einen Zigarrenhandel mit zwei Geschäftsfilialen. Hasenclever selbst war in dieser Zeit aktiv in der freireligiösen Gemeinden. Sowohl 1884 wie auch 1887 gewann er erneut einen Berliner Wahlkreis.
Innerhalb der Fraktion waren seine Beziehungen zu Wilhelm Liebknecht gut. Diesen betrachtete er als seinen Freund, und die beiden Familien hatten auch privat Umgang miteinander. Die Beziehung zu August Bebel dagegen war konfliktträchtig. Hasenclever warf Bebel diktatorische Neigungen vor. Inhaltlich stand Bebel auf dem eher linken und Hasenclever auf dem gemäßigten Flügel der Fraktion. Er blieb ein Gegner des Obrigkeitsstaates, war aber zu Kompromissen bereit, wenn sich dadurch die Lebensverhältnisse der Arbeiter verbessern ließen. Mit diesem Kurs geriet er in Widerspruch mit einem Großteil der Berliner Parteianhänger, die sich während der Geltung des Sozialistengesetzes radikalisiert hatten. Diese kritisierten, das Hasenclever sich trotz des Dreiklassenwahlrechts dafür ausgesprochen hatte, sich an den preußischen Landtagswahlen zu beteiligen. Er verteidigte sich mit dem Argument, dass auch diese Wahlen geeignet seien, um die sozialdemokratischen Ideen zu verbreiten. Neben dem von Hasenclever mitgetragenen sehr vorsichtig agierenden Berliner Volksblatt trat daher 1887 die linke Volkstribüne. Hasenclever und Bebel trugen ihre Gegensätze offen aus, blieben dabei aber fair. Hasenclever nahm 1887 an einem im Geheimen in St. Gallen stattfindenden Parteitag teil. Dort berichtete er über die Arbeit der Fraktion. Er verteidigte gegen Kritiker die legale Parlamentsarbeit und warnte davor nur auf die illegale Tätigkeit zu setzen. „Ein Verzicht der Abgeordneten auf positive Tätigkeit, wäre gleich mit dem Verschwinden der Partei aus den Parlamenten und damit zugleich aus dem öffentlichen Leben.“

### Erkrankung, Lebensende
Im späteren Verlauf der 1880er Jahre machte sich bei Hasenclever ein damals nicht näher diagnostizierbares Leiden mit neurologisch-psychiatrisch zunehmend auffälliger Symptomatik bemerkbar, die seine politische Arbeit immer mehr einschränkte, und schließlich aufgrund geistiger Verwirrung unmöglich machte. Im Verlauf dieser Erkrankung legte er 1888 sein Reichstagsmandat nieder, nachdem er beim Düsseldorfer Geheimbund-Prozess im selben Jahr zusammengebrochen war. Er suchte Genesung im Maison de la santé (aus dem Französischen übersetzt: Haus der Gesundheit), einer Heilanstalt in Schöneberg, damals im Süden Berlins gelegen. In dieser wurde er am 16. Januar 1888 entmündigt, da nicht mehr auf seine Genesung zu hoffen war. Der am Ende pflegebedürftige und geistig abwesende Wilhelm Hasenclever starb im Alter von 52 Jahren am 3. Juli 1889, noch vor der ein Jahr später erfolgenden Aufhebung der Sozialistengesetze und der Umbenennung der SAP in SPD.

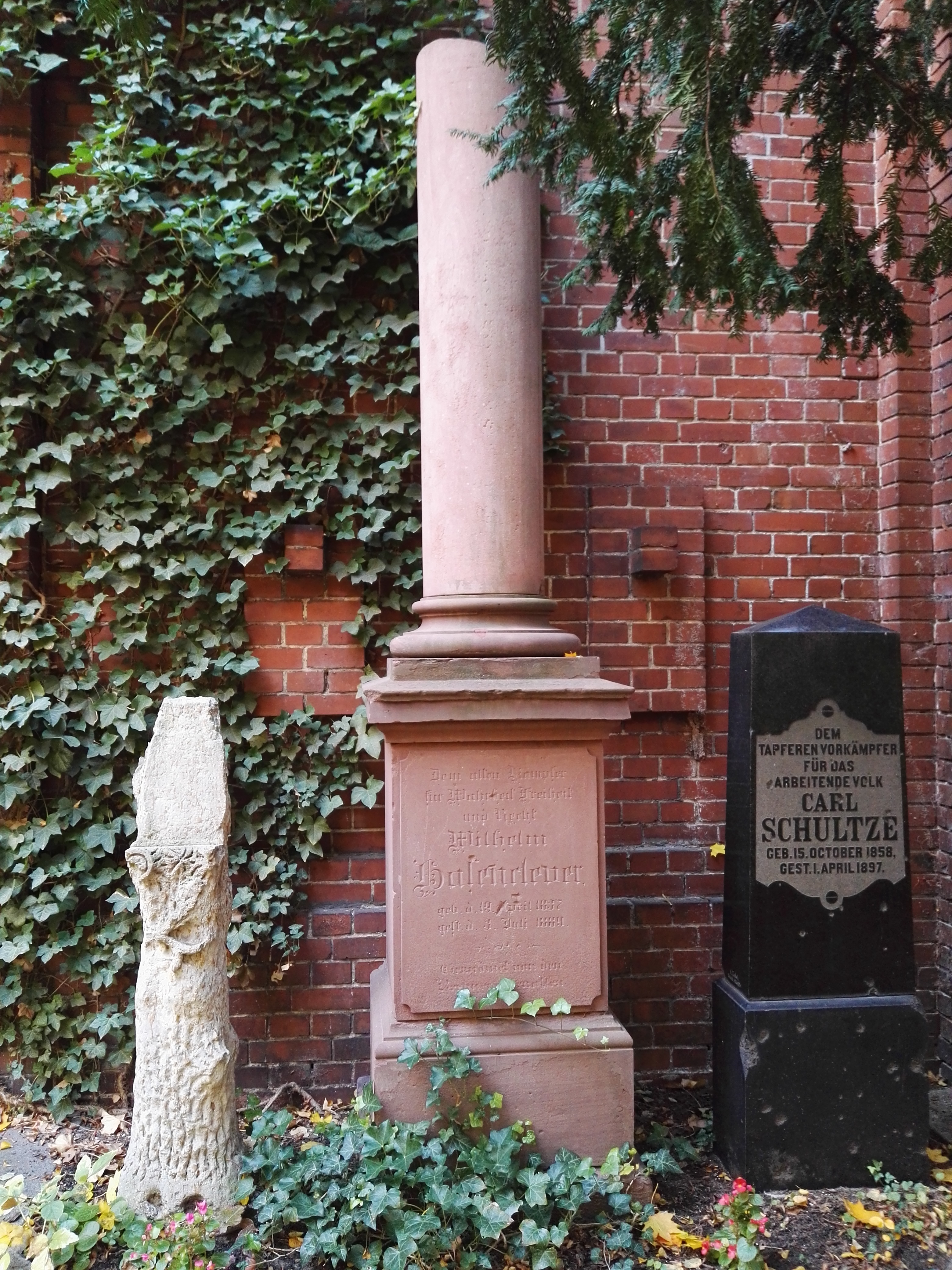
Grabstätte

An seiner Beerdigung auf dem Friedhof der freireligiösen Gemeinde Berlins/Prenzlauer Berg gaben ihm etwa 15.000 Personen das letzte Geleit. Sein Grab ist als Ehrengrab der Stadt Berlin gewidmet.

## Würdigung

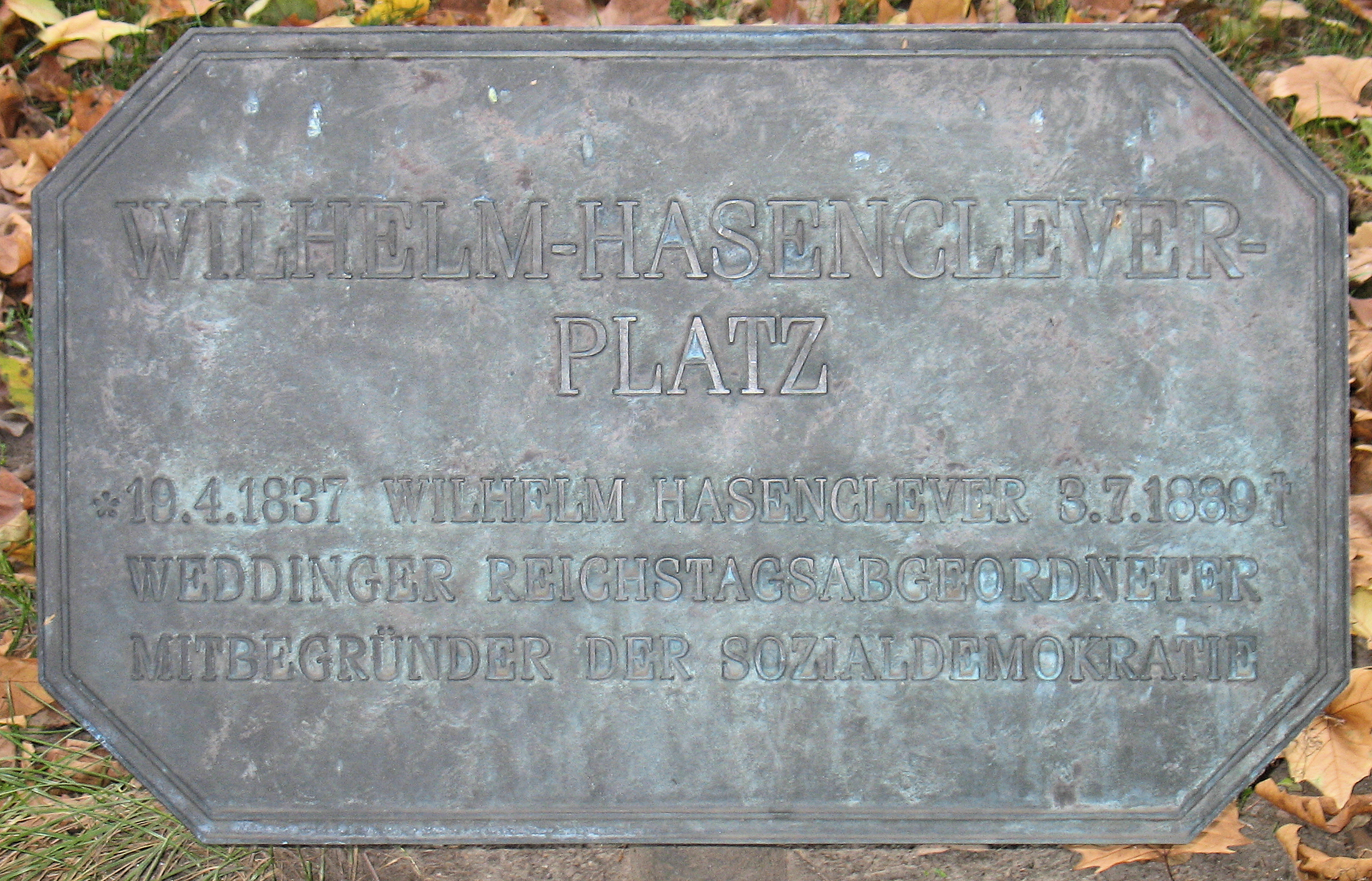
Gedenktafel am Wilhelm-Hasenclever-Platz, in Berlin-Wedding

Im Jahr darauf, 1890 wurde dort von Parteiangehörigen der SPD eine Gedenksäule für Hasenclever gestiftet. Deren Inschrift lautet: „Dem alten Kämpfer für Wahrheit, Freiheit und Recht“. Heute ist der Wilhelm-Hasenclever-Platz im Berliner Stadtteil Wedding, auf dem sich eine weitere Gedenktafel befindet, nach ihm benannt, des Weiteren eine Straße in Treptow und in Hamburg-Horn. 1987 wurde Hasenclevers Geburtshaus in Arnsberg am Mühlengraben, unterhalb der Altstadt, ebenfalls mit einer Gedenktafel versehen.

## Schriftstellerisches Wirken
Hasenclevers schriftstellerische Tätigkeit ging über seine breit gefächerte publizistische Arbeit in vielen Zeitungen und Zeitschriften, von denen er mehrere selbst begründete, hinaus. Er verfasste verschiedene Abhandlungen zu sozialpolitischen Fragen der Zeit, aber auch Novellen, Gedichte und Lieder, in denen er sich der Sache der Arbeiterbewegung in vorwiegend emotional-pathetischer Form annahm. Seine Lyrik hatte ihre Wurzeln in politischen Gedichten des Vormärz und war eher geprägt von einem agitatorischen als von einem künstlerischen Anspruch. In der politischen Praxis galt Hasenclever allerdings in Relation zu führenden Sozialisten seiner Zeit als gemäßigter Parteiangehöriger. Wilhelm Liebknecht lobte ihn: „Ein Bändchen Gedichte: ‚Liebe, Leben, Kampf‘, 1874 in Hamburg erschienen, zeigt Hasenclever auch als formgewandten und gemütreichen Dichter.“ Der Historiker Ludger Heid urteilt, dass seinen Gedichten „nicht selten die letzte Vollendung der Form fehlt, sind seine Verse von einem kämpferischen Humanismus geprägt, der viele Arbeiter im politischen Alltag mitzureißen vermochen.“ Insgesamt übte er in seinen Schriften scharfe Sozialkritik. In seinen Gedichten trat er für die Verbesserung der sozialen Lage ein.
Rot (1876)

Rot ist die Liebe, rot ist die Lust,

Rot ist das Leben in wogender Brust.

Rot glüht der Himmel in Abendpracht,

Rot ist am Morgen die Menschen anlacht,

Rot ist die Blüte und rot ist das Blut,

Rot ist die lodernde Freiheitsglut.

Rot weht das Banner der Gleichheit empor

Rot ist die Farbe, die ich mir erkor.

Der Liebe, der Freiheit, der Brüderlichkeit

Sei ewig das flammende Rot geweiht.
In der Partei umstritten war seine 1881 unter dem Pseudonym Wilhelm Revel veröffentlichte Schrift „Der Wahrheit die Ehre. Ein Beitrag zur Judenfrage in Deutschland“. Darin bezog Hasenclever Stellung zur antisemitischen Bewegung von Adolf Stoecker, der mit der Gründung einer Christlich-Sozialen (Arbeiter-)Partei den politischen Antisemitismus in Deutschland mit verbreitete. In der ablehnenden Kritik dieser „Bewegung“, die zeitweilig, wenn auch mit nur geringem Erfolg, versuchte, die sozialdemokratische Wählerbasis anzusprechen und zu unterwandern, griff Hasenclever allerdings auch antisemitische Ressentiments in der Arbeiterbewegung auf, indem er für deren antikapitalistische und antiintellektuelle Motivation Verständnis äußerte. In diesem Zusammenhang offenbarte er eigene, latent-antisemitische Vorurteile, durch die er sich auch parteiintern der Kritik führender Genossen aussetzte, die in Hasenclevers Schrift eine Gefährdung der offiziellen Parteilinie der Emanzipation und Assimilierung des Judentums sahen.

### Werke (Auswahl)
- Ueber die Beeinflussung des Arbeiterstandes durch die gegenwärtige Presse. Heidelberg 1864.
- Liebe, Leben, Kampf. Gedichte. Philipsen, Hamburg 1876.
- Erlebtes – Skizzen und Novellen. Röhl, Leipzig 1877.
- Erlebtes. Erinnerungen aus dem Soldatenleben 1857 bis 1871. Röhl, Leipzig 1877.
- Liebe, Leben, Kampf. Gedichte. Hamburg 1878.
- Noch einmal Herr Findel und die Socialdemokratie. Selbstverlag, Leipzig 1880.
- Der Feldzug des Herrn Findel gegen die Sozialdemokratie. Enthaltend die Verbots-Verfügung der binnen acht Tagen vergriffenen Broschüre: ‚Noch einmal Hr. Findel und die Sozialdemokratie‘. Mit einem Anhang über die neuen Vorgänge nebst einer Erklärung des Reichstagsabgeordneten Auer etc. Selbstverlag, Leipzig 1880.
- Wilhelm Revel (Pseudonym): Der Wahrheit die Ehre. Ein Beitrag zur Judenfrage in Deutschland. Wörlein, Nürnberg 1881[25]
- Drei Reichstagsreden. 1. Kräcker über die Arbeitsbücher. 2. Grillenberger zum Krankenkassengesetz. 3. Hasenclever über die Holzzölle. (Wörtlicher Abdruck des amtlichen stenographischen Berichts). Selbstverlag Grillenberger, Nürnberg 1883.
- Vier Reichstags-Reden. Rede des Reichstagsabgeordneten W. Hasenclever zum Reichshaushaltsetat für das Etatsjahr 1887–88. Rede des Abgeordneten C. Grillenberger zu der Militärvorlage. Wörlein & Comp., Nürnberg 1887.
- Gedichte von W. Hasenclever, K. E. Frohme und Adolf Lepp. J. H. W. Dietz, Stuttgart 1893 (Deutsche Arbeiter-Dichtung. eine Auswahl Lieder und Gedichte deutscher Proletarier 1).